# 1234

## Родени
- Коломан I Асен, български цар

## Починали
- Стефан Радослав, крал на Сърбия